# SDSS J120251.33+044917.1
SDSS J120251.33+044917.1 ist eine Galaxie mit aktivem Galaxienkern im Sternbild Jungfrau auf der Ekliptik. Sie ist schätzungsweise 513 Millionen Lichtjahre von der Milchstraße entfernt. 